# Tuto (Regensburg)
Tuto († 10. Oktober 930) war neunter Bischof von Regensburg von 893 bis 930. Er wird als Seliger verehrt.
Wie die anderen frühen Bischöfe des Bistums war Tuto auch Vorsteher von Kloster Sankt Emmeram. 
In kirchlichen Angelegenheiten reiste er nach Prag, wo er von Wenzel von Böhmen zum Bau einer Gedenkstätte für dessen Großmutter Ludmilla und später der Veitskirche auf der Prager Burg beratend hinzugezogen wurde.
In seine Schaffenszeit fällt der Bau der Burg Stauf, die der Abwehr der Ungarn und der Verteidigung eines der wertvollsten Gebiete des Hochstifts diente.
Er stand in engem Kontakt zu den letzten Karolingern Arnulf und Ludwig dem Kind. Tuto nahm an der Synode von Trebur 895 teil. Arnulf schenkte dem Kloster den Codex aureus. Beide Herrscher und auch Tuto ließen sich im Kloster beisetzen.